# Cheng Pei-pei
Cheng Pei-pei (chinês simplificado: 郑佩佩; chinês tradicional: 鄭佩佩; 6 de janeiro de 1946 – Área da Baía de São Francisco, 17 de julho de 2024) foi uma atriz honconguêesa-estadunidense, considerada a primeira heroína de ação feminina do cinema. Ficou conhecida por sua atuação no filme wuxia de King Hu de 1966, Dà zuì xiá, bem como por sua interpretação de Raposa de Jade no premiado filme wuxia de 2000, O Tigre e o Dragão.

## Carreira
Cheng mudou-se para Hong Kong em 1962. Em 1963, ela começou a treinar no Shaw Brothers Studio por recomendação de um amigo da família. Devido à sua formação em mandarim e dança, ela rapidamente subiu na indústria. Em 1964, ela estreou no cinema como Liu Qiuzi no drama taiwanês de 1964, Qíngrén shí.
Cheng é talvez mais conhecida por estrelar o filme wuxia de Hong Kong de 1966, Dà zuì xiá, dirigido por King Hu. Ambientado durante a Dinastia Ming, é estrelado por Cheng como Golden Swallow, uma espadachim habilidosa em uma missão para resgatar seu irmão. Cheng continuou a interpretar espadachins experientes em vários filmes ao longo da década de 1960.
Cheng mudou-se para o Sul da Califórnia na década de 1970 para criar os filhos. Ela frequentou a escola de negócios da Universidade da Califórnia em Irvine. Durante este período, ela também ensinou dança chinesa.
Em 2000, ela voltou à atenção internacional com seu papel como Raposa de Jade em O Tigre e o Dragão de Ang Lee. Cheng fez amizade com o diretor Ang Lee quando ela era apresentadora do talk show em mandarim, Pei-Pei's Time, na estação de TV KSCI, com sede em Los Angeles.
Ela seguiu com sua interpretação de Long Po na minissérie de televisão de 2004 Shui Yue Dong Tian, que foi exibida na televisão asiático-americana como Paradise. Ela continua a trabalhar para a Zhouyi Media na China continental.
Cheng foi a presidente da Fundação King Hu.

## Vida pessoal e morte
Cheng tem quatro filhos. Seu filho Harry Yuan é apresentador da National Geographic, e suas filhas Jennifer, Marsha e Eugenia Yuan são atrizes. Cheng foi budista. Ela foi fluente em xangainês, cantonês, mandarim e inglês.
Cheng foi diagnosticada com degeneração córtico-basal em 2019, mas optou por manter o diagnóstico em sigilo e passar o tempo restante com seus filhos e netos. Ela morreu na Área da Baía de São Francisco em 17 de julho de 2024, aos 78 anos.

## Filmografia

### Cinema
| Ano  | Título                                                              | Personagem          | Notas                                                           |
| ---- | ------------------------------------------------------------------- | ------------------- | --------------------------------------------------------------- |
| 1964 | Qíngrén shí (情人石)                                                | Lin Qiuzi           |                                                                 |
| 1964 | Da Ji (妲己)                                                        | Garota dançando     |                                                                 |
| 1965 | Bao lian deng (寶蓮燈)                                              | Liu Yanchang        |                                                                 |
| 1965 | Lan yu zhi ge (蘭嶼之歌)                                            | Ya Lan              |                                                                 |
| 1966 | Dà zuì xiá (大醉俠)                                                 | Golden Swallow      |                                                                 |
| 1966 | Kuai lo qing chun (歡樂青春)                                        |                     |                                                                 |
| 1966 | Tie shan gong zhu (鐵扇公主)                                        | White Bone Demoness |                                                                 |
| 1967 | Yan yang tian (艷陽天)                                              | Chen Yun            |                                                                 |
| 1967 | Long hu gou (龍虎溝)                                                | Guo Er-niu          |                                                                 |
| 1967 | Xiang jiang hua yue ye (香江花月夜)                                 | Chia Chuan-chuan    |                                                                 |
| 1967 | Die wang jiao wa (1967) (諜網嬌娃)                                  |                     |                                                                 |
| 1967 | Shen jian zhen jiang hu (神劍震江湖)                                | So Jiau-jiau        |                                                                 |
| 1968 | Jin yan zi (金燕子)                                                 | Golden Swallow      |                                                                 |
| 1968 | Yu luo cha (玉羅剎)                                                 | Leng Qiuhan         |                                                                 |
| 1968 | Hong la jiao (紅辣椒)                                               | Pearl               |                                                                 |
| 1969 | Du long tan (毒龍潭)                                                | Qing-er/Fan Ying    |                                                                 |
| 1969 | Fei dao shou (飛刀手)                                               | Yu Ying             |                                                                 |
| 1969 | Long men jin jian (龍門金劍)                                        | Ngai Jin-feng       |                                                                 |
| 1969 | Hu dan (虎膽)                                                       | Shangguan Xiuyi     |                                                                 |
| 1970 | Wu hu tu long (五虎屠龍)                                            | Yen Hsing-kung      |                                                                 |
| 1970 | Huang jiang nu xia (荒江女俠)                                       | Fang Ying-qi        |                                                                 |
| 1971 | Zhong kui niang zi (鍾馗娘子)                                       | Leng Yu-shuang      |                                                                 |
| 1971 | Ying zi shen bian (影子神鞭)                                        | Yang Kaiyun         |                                                                 |
| 1971 | Pin ming niang zi (拼命娘子)                                        |                     |                                                                 |
| 1972 | Yu nu xi chun (玉女嬉春)                                            | Cantora             |                                                                 |
| 1973 | Tie wa (鐵娃)                                                       | Siu Ying            |                                                                 |
| 1974 | Hu bian zi (虎辮子)                                                 | Hu Pien-tze         |                                                                 |
| 1982 | Lie ri nu wa zi (烈日女娃人)                                        |                     |                                                                 |
| 1983 | Tian xia di yi (天下第一)                                           |                     |                                                                 |
| 1988 | Cat siu fuk (七小福)                                                | Ching               |                                                                 |
| 1993 | Tong Pak Foo dim Chau Heung (唐伯虎點秋香)                          | Madame Wah          |                                                                 |
| 1993 | Bang jia Huang Qi Hui (綁架黃七輝)                                  | Kung Tse-sam        |                                                                 |
| 1994 | Luan shi chao ren (亂世超人)                                        |                     |                                                                 |
| 1994 | Fei zhou chao ren (非洲超人)                                        | Tia                 |                                                                 |
| 1994 | Shen Feng Miao Cui Hua (神鳳苗翠琴)                                 |                     |                                                                 |
| 1994 | Qing ren de qing ren (情人的情人)                                   |                     |                                                                 |
| 1994 | Wing Chun (詠春)                                                    | Ng Mui              | Participação especial                                           |
| 1996 | Wan choi ng fuk sing (運財五福星)                                   | Chu Ba              |                                                                 |
| 1998 | Lao shu long: Meng long guo jiang (老鼠龍之猛龍過港)                | Yun Gee             |                                                                 |
| 1999 | Four Chefs and a Feast (四個廚師一圍菜)                             |                     | Participação especial                                           |
| 1999 | Jung wa ying hong (中華英雄)                                        | Mãe do herói        | Participação especial                                           |
| 1999 | Zhen xin hua (真心話)                                               | Mãe de Sam          |                                                                 |
| 2000 | Sang sei kuen chuk (生死拳速)                                       | Mãe de Brian        |                                                                 |
| 2000 | O Tigre e o Dragão (臥虎藏龍)                                       | Raposa de Jade      | Prêmio Cinematográfico de Hong Kong de Melhor Atriz Coadjuvante |
| 2000 | Fan Yi Cho (薰衣草)                                                 | Madame Tung         | Participação especial                                           |
| 2001 | Shadow Mask (武神黑俠)                                              | Red Goddess         | a.k.a. The Legend of Black Mask                                 |
| 2002 | Long teng hu yue (龍騰虎躍)                                         | Liu Ruyan           | Também produtora                                                |
| 2002 | Chik loh dak gung (赤裸特工)                                        | Faye Ching          |                                                                 |
| 2004 | Sing gam do see (性感都市)                                          | Mona                |                                                                 |
| 2004 | Tian zuo zhi he (天作之盒)                                          | Mãe de Joanna       |                                                                 |
| 2005 | Insuperable Kid (無敵小子霍元甲)                                    | Tia San             |                                                                 |
| 2005 | Das Haus der Harmonie                                               | Amah                |                                                                 |
| 2007 | They Wait                                                           | Tia Mei             |                                                                 |
| 2007 | Special Boys (功夫好男兒)                                           | Tia Lan             |                                                                 |
| 2007 | Shanghai Baby                                                       | Conny               |                                                                 |
| 2007 | The Counting House (藏)                                             | Lia                 |                                                                 |
| 2008 | Kung Fu Killer                                                      | Myling              |                                                                 |
| 2008 | Eine Liebe im Zeichen des Drachen                                   | Tham                |                                                                 |
| 2009 | Oi ching ku see (愛情故事)                                          | Avó de Ling         |                                                                 |
| 2009 | Street Fighter: The Legend of Chun-Li                               | Zhilan              |                                                                 |
| 2009 | Huan hun (還魂)                                                     | Madame Lee          |                                                                 |
| 2009 | Taishan Kung Fu (泰山功夫)                                          |                     |                                                                 |
| 2010 | Tang Bohu dian Qiuxiang 2 zhi Si Da Caizi (唐伯虎點秋香2之四大才子) | Madame Wah          |                                                                 |
| 2010 | Cai shen dao (財神到)                                               |                     |                                                                 |
| 2011 | Hui ma qiang (回馬槍)                                               |                     |                                                                 |
| 2011 | Yang men nu jiang zhi jun ling ru shan (楊門女將之軍令如山)         | She Saihua          |                                                                 |
| 2011 | Let Love Come Back (讓愛回家)                                       |                     |                                                                 |
| 2011 | Shanghai Hotel                                                      |                     |                                                                 |
| 2011 | Double Bed Treaty (雙人床條約)                                      |                     |                                                                 |
| 2011 | Ji su tian shi (極速天使)                                           | Tia Fen             |                                                                 |
| 2011 | My Wedding and Other Secrets                                        | Sra. Chu            |                                                                 |
| 2012 | Imperial Bodyguard (御前侍衛)                                       |                     |                                                                 |
| 2012 | Give Me Five (五行攻略)                                             |                     |                                                                 |
| 2014 | Lilting                                                             | Junn                |                                                                 |
| 2014 | The Scroll of Wing Chun White Crane (永春白鹤拳之擎天画卷)          |                     |                                                                 |
| 2014 | The Eyes of Dawn (黎明之眼)                                         |                     |                                                                 |
| 2014 | Streets of Macao                                                    |                     |                                                                 |
| 2014 | The Bat Night                                                       |                     |                                                                 |
| 2015 | Bright Wedding (璀璨的婚禮)                                         |                     |                                                                 |
| 2015 | Bo ji mi cheng                                                      |                     |                                                                 |
| 2016 | Da kai wo tian kong                                                 |                     |                                                                 |
| 2016 | Goldstone                                                           | Sra Lao             |                                                                 |
| 2017 | Rang ai huo xia qu(讓愛活下去)                                      |                     |                                                                 |
| 2017 | Meditation Park                                                     | Maria Wang          |                                                                 |
| 2019 | Flirting Scholar from the Future                                    |                     |                                                                 |
| 2020 | Mulan                                                               | A Casamenteira      | Último papel no cinema                                          |

### Televisão
| Ano  | Título                                                     | Personagem                 | Notas           |
| ---- | ---------------------------------------------------------- | -------------------------- | --------------- |
| 1980 | Chivalrous Shadow, Fragrant Footprints (俠影香蹤)          | Golden Swallow             |                 |
| 1984 | The Legend Continues (霍東閣)                              | Chan Shi-chiu              |                 |
| 1996 | Wong Fei Hung Series: The Final Victory (黃飛鴻之辛亥革命) | Beggar So                  |                 |
| 1997 | The Pride of Chaozhou (我來自潮州)                         | Poon Yuk-lin               |                 |
| 1998 | Master Ma (馬永貞之爭霸上海灘)                             | Ma Daniang                 |                 |
| 1998 | Master Ma II (馬永貞之英雄血)                              | Ma Daniang                 |                 |
| 1999 | Young Hero Fong Sai Yuk (少年英雄方世玉)                   | Ng Mui                     |                 |
| 2000 | Young Justice Bao (少年包青天)                             | Mãe de Bao                 |                 |
| 2001 | Legendary Fighter: Yang's Heroine (楊門女將—女儿當自強)    | She Saihua                 |                 |
| 2001 | Heroes in Black (我來也)                                   | Mãe de Feng Pobu           |                 |
| 2002 | Book and Sword, Gratitude and Revenge (書劍恩仇錄)         | Imperatriz Viúva Chongqing |                 |
| 2002 | Springs of Life (春到人间)                                 | Yun Shuheng                |                 |
| 2004 | Xian jian qi xia zhuan (仙劍奇俠傳)                        | Vovó Jiang                 |                 |
| 2004 | Shui Yue Dong Tian (水月洞天)                              | Long Po                    | a.k.a. Paradise |
| 2005 | Li Wei Resigns from Office (李衛辭官)                      | Mãe de Li Wei              |                 |
| 2006 | Women of Times (至尊紅顏)                                  | She Huijun                 |                 |
| 2006 | The Yang Sisters                                           | Honey Yang                 |                 |
| 2008 | Jia you er nü 5 (家有儿女5)                                |                            |                 |
| 2010 | A Weaver on the Horizon (天涯織女)                         | Sra. Fang                  |                 |
| 2012 | Xuan-Yuan Sword: Scar of Sky (軒轅劍：天之痕)              | Vovó Ma                    |                 |
| 2012 | The Patriot Yue Fei (精忠岳飛)                             | Mãe de Yue Fei             |                 |
| 2013 | Daughter's Return (千金归来)                               | Mãe Rong                   |                 |
| 2015 | The Lost Tomb                                              | Huo Xian Gu                |                 |
| 2016 | Ice Fantasy (幻城)                                         | Feng Tian                  |                 |